# Балканский союз
Балканский союз (Балканская лига) — военно-политический блок Сербии, Черногории, Греции и Болгарии, направленный против Турции на протяжении Первой Балканской войны 1912—1913 годов. Вскоре после Первой Балканской войны, Балканский союз распался и началась Вторая Балканская война.
После итало-турецкой войны 1911—1912 годов в балканских странах осознали необходимость в совместных действиях, чтобы противостоять Османской империи. Российская империя была заинтересована в создании союза балканских государств, в первую очередь для противодействия Австро-Венгрии. Значительную роль в создании союза сыграли министр иностранных дел России Сергей Сазонов, российский посол в Сербии Николай Гартвиг и российский посол в Болгарии Анатолий Неклюдов. Изначально Россия даже пыталась вовлечь в новый союз Турцию и тем самым разрушить влияние Германии в этой стране, однако план не удался. Российские дипломаты способствовали заключению двухстороннего соглашения между Сербией и Болгарией, подписанного 13 марта 1912 года, расширенного военным договором 12 мая того же года; России отводилась роль арбитра. Греция, не желая быть оставленной вне возможного альянса против Османской империи, начала переговоры с Болгарией, касающиеся своего участия в альянсе. 
Переговоры привели к подписанию Греко-Болгарского договора 29 мая 1912 года. Позднее подобный договор был подписан также между Болгарией и Черногорией. Создалась целая сеть альянсов на Балканах, направленных против Османской империи и, фактически, против Австрии.
Со своей стороны Франция, понимая, что на Балканский союз влияет Россия, нашла себе союзника в лице Австро-Венгрии, которая в свою очередь не хотела видеть сильное Сербское государство на своей южной границе.
Поскольку Османская империя была ослаблена войной с Италией и имела внутренние конфликты, Балканский союз не мог этим не воспользоваться. На протяжении последних дней сентября Османская империя и Балканские страны мобилизовали свои войска. Первой державой, объявившей войну, была Черногория, 8 октября 1912 года начав Первую Балканскую войну. Остальные три державы после объявления ультиматума Турции (13 октября) объявили ей войну (17 октября).
Во время войны объединённые армии балканских государств фактически уничтожили османское правление в Европе в сериях побед. Но триумф Лиги был недолгим. Разногласия между союзниками всё ещё продолжались и после успешного окончания Первой Балканской войны появились разногласия, касающиеся разделения Македонии. Напряжённость привела к распаду Балканского союза. Вторая Балканская война вспыхнула среди бывших союзников. Болгария напала на Сербию и Грецию, к которым впоследствии присоединились Османская империя и Румыния.